# J3リーグ
J3リーグ（英: J3 LEAGUE）は、日本サッカーのリーグ構成における3部リーグで、日本プロサッカーリーグ（Jリーグ）における3部リーグ。略称はJ3。
リーグ発足当初から明治安田生命保険相互会社が特別協賛しており、「明治安田J3リーグ」（2023年シーズンまでは「明治安田生命J3リーグ（英: MEIJI YASUDA J3 LEAGUE）」の名称を用いている。（2024年シーズンから）

## 概要
J1リーグ、J2リーグの下位カテゴリに位置するリーグとして、2014年に誕生した。日本サッカーのリーグ構成においては、アマチュア最上位カテゴリーである日本フットボールリーグ（JFL）と同位カテゴリーとされており、2023年シーズンから行われるJ3とJFLの入れ替え制度導入時のレギュレーションにおいても「Jリーグに入会」「（Jリーグ）会員資格を喪失」という表現が用いられ、「J3へ昇格」「JFLへ降格」という表現は用いられていない。但し、Jリーグ入会に向けた公式の手引き書に「JFLからJ3へは最大2クラブが昇格」といった形で記されているなど、JFLをJ3の下位リーグであるかのように扱う資料は存在している。
成績上位かつJ2リーグ参入要件を満たしたクラブはJ2リーグへ昇格し、また成績下位はJFLでJ3参入要件を満たした上位クラブの結果次第でJ3会員退会となる。

## 所属クラブ（2025年）
各指標はJリーグ公式サイトのクラブプロフィールの記述に基づく。Jリーグ加盟年は正会員となった年。
| クラブ名             | Jリーグ 加盟年 | J3在籍年                    |
| -------------------- | -------------- | --------------------------- |
| ヴァンラーレ八戸     | 2019年         | 2019-                       |
| 福島ユナイテッドFC   | 2014年         | 2014-                       |
| 栃木SC               | 2009年         | 2016-2017, 2025-            |
| 栃木シティ           | 2025年         | 2025-                       |
| ザスパ群馬           | 2005年         | 2018-2019, 2025-            |
| SC相模原             | 2014年         | 2014-2020, 2022-            |
| 松本山雅FC           | 2012年         | 2022-                       |
| AC長野パルセイロ     | 2014年         | 2014-                       |
| ツエーゲン金沢       | 2014年         | 2014, 2024-                 |
| アスルクラロ沼津     | 2017年         | 2017-                       |
| FC岐阜               | 2008年         | 2020-                       |
| FC大阪               | 2023年         | 2023-                       |
| 奈良クラブ           | 2023年         | 2023-                       |
| ガイナーレ鳥取       | 2011年         | 2014-                       |
| カマタマーレ讃岐     | 2014年         | 2019-                       |
| 高知ユナイテッドSC   | 2025年         | 2025-                       |
| ギラヴァンツ北九州   | 2010年         | 2017-2019, 2022-            |
| テゲバジャーロ宮崎   | 2021年         | 2021-                       |
| 鹿児島ユナイテッドFC | 2016年         | 2016-2018, 2020-2023, 2025- |
| FC琉球               | 2014年         | 2014-2018, 2023-            |

### J3ライセンス
J3加盟の条件となる「J3ライセンス」発給の要件および「J3スタジアム要件」として、以下のようなものが挙げられており、総じてJ2ライセンスより緩やかな基準となっている。
- ホームスタジアムの収容人員は原則として5000人以上を求める（原則として座席のみであるが、特に安全性などをJリーグが精査して、問題がないと判断された場合は芝生席も座席と同じ扱いとみなすことができる）[7][8][9][10]。
座席の増築、並びに芝のグラウンドや照明設備がないクラブには、今後整備を目指す前提で設備がない状態でも発給を認める[9][注釈 1]。
- プロ契約選手は1チームあたり3人以上[注釈 2][6][8][9]。
- U-18（ユース）・U-15（中学生）・U-12（小学生）などの下部組織を最低1つ保有する[6][8]。
- 監督はJFA 公認S級コーチの資格を持っている者に限る[7]。
- クラブの法人格はJ1・J2の公益法人、株式会社に加えて特定非営利活動法人（NPO法人）も認める[6]。

2015年4月28日、J3リーグの参加資格を明文化した「J3リーグクラブライセンス交付規定」 を制定した。基本的なルールは上記記載事項を踏襲しており、財務面で3期連続赤字、ないしは債務超過である場合はライセンス交付・発行を認めないことを原則とするが、J2以上のクラブにおいても財務面において参加基準を満たせなくなった場合、Jリーグが改善の見込みがあると認められた場合はJ3リーグに参加できるようにする。ただしこの場合、該当したクラブに対しては、そのシーズンについては獲得した勝ち点から最大で10点の減点処分となる。
なお、J3発足以後、上述のとおり「プロ契約3名以上」という条件であるため、J2以上は大半が全選手とクラブとでプロ契約を結んでいるが、J3ではプロリーグでありながら、ギャランティ（勝利給など）をもらいながらも、副業を持つセミプロ、あるいはアマチュア契約者も多くおり、育成アカデミーのコーチ兼任や、社員選手（スポンサーとなる企業や団体で職業あっせんを受けながら試合に出場する選手）、あるいはアルバイトや派遣社員などで生計を立てる選手も少なくなく、事実上のセミプロリーグという状態になっている。

## 創設の経緯
2008年6月発表の『J2リーグの将来像』について、「J2の参加クラブ数は最大22とする」「J2の参加クラブ数が22に達したシーズン以降はJ2とJFLの入れ替え制度を導入」といった昇降格要件等についてはいずれも2012年シーズンをもって達成されたが、その一方で「全国で100以上のJリーグを目指しうるクラブが活動することを、将来目標とする」という部分、ならびに「日本サッカー協会（JFA）が、並行して検討する事項」として付記された「JFL（＝日本フットボールリーグ）の活性化、およびJ2から降格したクラブへの支援施策」などについては途上段階にあった。
加えてJリーグ側の現状認識として、「Jリーグは40クラブと準加盟6クラブまで拡大したものの全国に広がっているとは言えない」「サッカーファミリー拡大のためには『Jリーグを目指す』と意思を表示したクラブをできるだけ広くJリーグの『仲間』として受け入れて、地域に根づいた、経営基盤の整ったクラブになることをサポートすることで、Jリーグの理念を推進するクラブを日本に多く作ること」と考えられていた。
こういった状況を踏まえ、2012年1月30日・3月23日に開催された「JFA/Jリーグ将来構想委員会」において「J2下位クラブの地力強化」と「（下部リーグの）裾野の拡大」を視野に入れた検討がなされ、その後の議論で2012年9月1日に行われた「Jリーグ準加盟規程」の改定（要件緩和）と、J2からJFLに降格するクラブの不安を払拭する施策を総合的に加味したものとして、「Jリーグを目指しうるクラブ」を全国に100以上つくる施策の具現化の一つとしてJ2の下部リーグ、すなわちJ3設立の方向が示され、2012年12月11日の「JFA/Jリーグ将来構想委員会」において「最速で2014シーズンからJ3をスタートさせること」をJFA・Jリーグの各理事会に諮ることが議論され、各理事会にて議論が進められた。

### 事前報道
こういった流れを受けて、2012年から2013年にかけて、複数のメディアにおいて、それまでのプロ・アマ混成リーグである日本フットボールリーグ（JFL）に代わる、Jリーグを目指すプロクラブのみによる新リーグの創設を検討しているとの報道が行われていた。
時事通信社の報道 によると、J2とJFLの入れ替え制度が始まったことにより、J2から降格するクラブとJリーグ加盟を目指すクラブがプレーする場としての3部相当リーグの設置構想が浮上し、2012年11月のJ1とJ2の合同実行委員会で、リーグ側が3部相当リーグを設置することを提案したと報じており、関係機関による議論を経て2014年シーズンから12クラブ程度で導入を目指すとしており、3部相当リーグの参加基準となる準加盟規定について、J1・J2よりも条件を緩和する方向で検討するとした。
読売新聞社の報道によると、3部相当リーグの名称は「J3」であるとしており、J1・J2に参加する「正会員」に対して「準会員」を対象としたリーグを想定していた。具体的には、ナイトゲーム開催可能な照明設備を備え、収容人数がJ1で15,000人以上、J2で10,000人以上であることというホームスタジアムの基準を、「J3」では照明設備なしの3,000人収容のスタジアムでもホームスタジアムとすることを認める方向で検討するなど、総じてクラブライセンスの取得を必須とするJ1・J2に対して、クラブライセンスを必要とせず参入基準を緩和する方向性が見込まれているとされていた。読売新聞は紙面での解説記事において、新たに「J3」を設けることについて「J入会に向けた『準備段階』としての役割」「指導者・選手の受け皿としての役割」の2つの面での期待が大きいとしている一方、「経営難のクラブをさらに増やすことにならないか」「現在のJFLの位置づけをどうするのか」といった課題も指摘していた。

### 発足
2013年1月16日に行われたJ1・J2合同実行委員会の場で「J3」設置構想について議論された。Jリーグ理事の中西大介は日刊スポーツの取材に対し「J3設立に関しては基本、全クラブの理解は得た」と説明しており、「J3」創設に向けて正式に動き出すことになった。2014年度の発足を目指す案に対しては反対論や慎重論が相次いだとの報道もあった が、2013年2月26日のJリーグ理事会で2014年からの「J3」新設を正式決定した。チェアマンの大東和美は理事会後の記者会見で「（新しい3部リーグを）やります。J1のブランド力を落とさずに、底辺を広げる」とした上で「底辺を広くすることで、地域での私たちの活動の場も広がる」としている。関連して、企画部の中に「J3準備室」を設立し準備を進めることになった。
2013年7月16日Jリーグ理事会において、J3は2014年度に12チームで発足し、初年度は3回総当たり（1チームあたり33試合）で開催されることが決定した。当初は12クラブの場合は4回戦制も検討していたが、3回戦制にした理由については、悪天候時の予備日の確保に加え、試合自体の質の向上を目的に試合の間隔を広げて行う、夏の時期のデーゲームの対応を踏まえ、日程の編成自体に余裕を持たせるためだと説明している。
2013年11月13日に行われた、JリーグのJ1・J2合同実行委員会で、予定通り、J3を12チームでスタートすることを確認。その内訳はJ3ライセンスを持っている10クラブと、地域リーグから1クラブ、それに、Jリーグの若手選抜チームである。
2013年11月19日のJリーグ理事会で、JFL9クラブ および22歳以下の選手で構成される1チーム、12月2日にグルージャ盛岡、12月8日にJ2・JFL入れ替え戦に敗れたガイナーレ鳥取の参加がそれぞれ決まった。
2013年12月17日の理事会後に、リーグ戦の概要 が発表された（「大会方式」の節を参照）。

### J1・J2との差別化
J3は創設当初、運営面において、J1・J2との差別化を図っていた。
クラブの参加要件が緩和されている ほか、リーグの名称が（発足当時J1の正式名称が「Jリーグ ディビジョン1」の名称であったのに対し）発足当初より正式名称を「J3リーグ」とすること、ロゴマークもJ1・J2で使用する「J」のマークを黒い縁取りの白抜きに、3部リーグを示す3を組み合わせたもの を使用している。ロゴについては、J3もJ2間との入れ替え制度が導入されるため「Jリーグ」の一員とみなしてリーグ戦の名称やロゴもJ2以上と同じものを使うことを予定していたが、「希少性が失せてしまう」として、J3は独自性を強めるためにロゴや名称を一部異なるものとしている 他、公式サイトについてもJリーグの公式サイトとは別に、J3専用の公式サイトも独自に設けられていた が、Jリーグ公式サイトのリニューアルに伴い、2015年2月1日からはJ's GOALを含めてJリーグ公式サイトに統合された。
なお、ロゴマークについては2022年12月の明治安田生命とのタイトルパートナー契約の更新(後述)に併せてJ1/J2リーグと同じデザインに変更し、併せてそれまでJリーグの基調カラー（赤・緑・黒）から採用された黒 を用いていたリーグカテゴリーカラーを変更。「生命の源である海の青」をコンセプトとした青とした。

### 大会名称
2014年1月29日、明治安田生命保険がJリーグトップパートナー（協賛スポンサーの最上位カテゴリ）と、J3リーグの特別協賛（タイトルパートナー）になることを発表。発足初年度よりリーグの名称を「明治安田生命J3リーグ」とすることとなった。明治安田生命保険代表執行役社長の根岸秋男は、協賛する理由について「地域に根ざすJリーグの理念に賛同した」と説明している。なお、明治安田生命保険は2015年シーズンからJリーグ全体のタイトルスポンサーとしての契約（Jリーグタイトルパートナー契約）を締結し、J1・J2のリーグ正式名称もJ3に合わせて変更。タイトルパートナー契約は2018年 と2022年 に更新しており、2024年からは、リーグ戦の名称を「明治安田J3リーグ」とすることになった。

### 初年度J3加盟の条件
2013年3月6日に行われた記者会見で明らかにされた概要によると、J3は初年度（2014年度）は10ないし12クラブで発足すること、毎年およそ2クラブを拡大することを視野に入れて 徐々にクラブ数を増やしていく一方で、当面は成績要件によるJFLへの降格は行わない（経営面の問題によるライセンスの抹消（剥奪）による退会はあり得る）こと、数が増えたところで東西ブロック制にするなど リーグの構造を柔軟に検討し、Jリーグを目指すクラブを全国に100以上作ることを体現するリーグとすることを目指す。
Jリーグでは初年度のJ3入会のための条件として以下の4段階を挙げている。
1. Jリーグに準加盟していること[7][9]。発表時点で準加盟していないクラブは2013年6月末までに準加盟の申請を行い、準加盟クラブとして承認を受けること。初年度入会のための準加盟の可否は9月末に決定する[7]。
2. 「J3ライセンス」資格審査及び「J3スタジアム要件」審査に合格すること。
3. 「J3入会審査」を受け、Jリーグ理事会から入会を承認されること。J3入会金はJ2の4分の1となる500万円、年間費はJ2の半分の1000万円に抑え[9]、これらにより、クラブの年間予算規模は2-3億程度が想定される[29]。
4. 2013年シーズン成績の上位であること。Jリーグ ディビジョン2（J2）自動降格→入れ替え戦出場→JFL→第37回全国地域サッカーリーグ決勝大会（地域決勝）決勝リーグ進出→地域決勝予選リーグ進出、の順に上位からクラブ数を割り当て、予定数になった時点で打ち切り[52]。

以上の条件を経てJ3に入会したクラブ（及び今後J3に昇格するクラブ）についてはJリーグ正会員のうち「J3会員」に位置づけられる。一方、Jリーグでは2014年から従来の準加盟との区分けを明確にするため、Jリーグ準加盟の承認を受けながら初年度のJ3入会の審査をクリアできなかったクラブや、今後Jリーグ加盟を目指すとしてJリーグが認定したJFL以下のクラブについては、Jリーグから『Jリーグ百年構想クラブ』と認定される（実質的に「Jリーグ準加盟クラブ」からの移行）。また、「Jリーグ百年構想クラブ」に認定されたクラブについては、Jリーグが2015年度以降のJ3リーグ昇格を目指す取り組みをサポートすることになる。
J3への参戦にあたっては、出場各クラブに最低2-3名程度の22歳以下の選手の登録を義務付ける「U-22枠」の設置案が検討されている。
2013年10月15日のJリーグ理事会で、ステップ2のJ3参加のための「J3ライセンス基準」の審査について、地域リーグ所属の3つのＪリーグ準加盟クラブに対しては、当初の10月理事会までの審査終了から、11月の理事会にて審査結果を出すことを決めた。

### 初年度J3参入チーム決定までの経緯

#### 参入希望の動向
2013年3月6日の発表では、Jリーグ加盟を目指す、Jリーグ準加盟クラブを含めたJFLの12クラブ、地域リーグの5クラブ前後が関心を示していると報告され、発足時点では、この中から「10から12クラブ」に絞るとしていた。
2013年7月1日の報道 ならびに2013年7月16日に公開された「J3準備室」特設サイトでの公開情報によれば、初年度のJ3への参加意思があるのは19クラブであり、この19クラブを対象に加入審査を行うと報じられている。内訳としてはJリーグ準加盟クラブが6クラブと、新たに準加盟申請を行う13クラブとなっている。19クラブのうち半数以上の11クラブがJ1、J2のクラブのない地域のチームであり、日刊スポーツは「地域や自治体が一体で将来的に「J1を目指す」という夢を共有できる意味は大きい。（いわゆる）「J空白県」が埋まることは「全国で100クラブ」を目指すJリーグの構想とも合致する。」と論じている。
19クラブ以外にはヴィアティン桑名（三重県2部）も2013年6月28日に準加盟申請を行った が、Jリーグ準加盟申請が書類不備で不受理となっており、Jリーグでは初年度J3参入希望の19クラブには含めていない。また、南国高知FC（四国・高知県）、ヴォルカ鹿児島（九州・鹿児島県）、FC KAGOSHIMA（九州・鹿児島県）、FCガンジュ岩手（東北1部・岩手県）も初年度のJ3入りを目指していたが、初年度のJ3入りの条件となる2013年6月までの準加盟申請を断念している。

#### 審査結果
2013年11月19日の理事会において、J3に参加希望していた19クラブのうち9クラブのJリーグへの入会が承認され、Jリーグ・アンダー22選抜を併せてJ3発足12チームのうち10チームまでが決定した。
残る2クラブについては、1クラブは2013年12月1日・8日に行われるJ2・JFL入れ替え戦で対戦する「ガイナーレ鳥取（2013年J2最下位=22位）対カマタマーレ讃岐（2013年JFL2位）」の結果でJ2参加とならなかったチーム、もう1クラブは17日のJリーグ理事会でJ3ライセンス交付が認められた地域リーグのチーム（グルージャ盛岡、アスルクラロ沼津、レノファ山口FC）の3クラブのうちから1クラブを選ぶこととした。
- J2・JFL入れ替え戦は讃岐が勝利したため、讃岐がJ2参入、鳥取がJ3参入となった。
- 地域リーグの3クラブの入会ヒアリングは地域リーグ決勝大会などの成績を踏まえ、優先順位を盛岡→山口→沼津の順番で審査を行うものとされ[73]、その後盛岡のJ3参入が承認された。このため山口・沼津はJ3入会審査に及ばなかった。その後山口・沼津はともに日本フットボールリーグ（JFL）のチーム数減少に伴う新規参入希望枠（第15回日本フットボールリーグ#地域リーグとの入れ替えを参照）によってJFLへの昇格が認められた。

下の表における「準加盟申請日」は、2013年3月以降に準加盟申請を行った日付を記す。同欄で「準加盟」とあるのは2013年3月時点で準加盟が承認されている6クラブ。審査段階については2013年12月2日時点の結果を示している。
| クラブ名           | カテゴリ | 都道府県 | 準加盟申請日  | 準加盟承認日  | 審査結果             |
| ------------------ | -------- | -------- | ------------- | ------------- | -------------------- |
| ヴァンラーレ八戸   | 東北1部  | 青森県   | 2013年6月28日 | 2013年9月17日 | スタジアム要件未充足 |
| グルージャ盛岡     | 東北1部  | 岩手県   | 2013年6月17日 | 2013年8月20日 | J3参加決定           |
| ブラウブリッツ秋田 | JFL      | 秋田県   | 準加盟        | 2013年2月26日 | J3参加決定           |
| 福島ユナイテッドFC | JFL      | 福島県   | 2013年6月25日 | 2013年9月17日 | J3参加決定           |
| 栃木ウーヴァFC     | JFL      | 栃木県   | 2013年6月28日 |               | 準加盟審議継続       |
| tonan前橋          | 関東1部  | 群馬県   | 2013年6月27日 | 2013年9月17日 | スタジアム要件未充足 |
| FC町田ゼルビア     | JFL      | 東京都   | 準加盟・元J2  | 2009年2月17日 | J3参加決定           |
| Y.S.C.C.横浜       | JFL      | 神奈川県 | 2013年6月27日 | 2013年8月20日 | J3参加決定           |
| SC相模原           | JFL      | 神奈川県 | 準加盟        | 2010年2月16日 | J3参加決定           |
| AC長野パルセイロ   | JFL      | 長野県   | 準加盟        | 2012年7月23日 | J3参加決定           |
| ツエーゲン金沢     | JFL      | 石川県   | 準加盟        | 2013年2月26日 | J3参加決定           |
| 藤枝MYFC           | JFL      | 静岡県   | 2013年6月28日 | 2013年9月17日 | J3参加決定           |
| アスルクラロ沼津   | 東海1部  | 静岡県   | 2013年6月28日 | 2013年9月17日 | J3入会審査に及ばず   |
| FC鈴鹿ランポーレ   | 東海1部  | 三重県   | 2013年6月28日 |               | 準加盟審議継続       |
| MIOびわこ滋賀      | JFL      | 滋賀県   | 2013年6月27日 |               | 準加盟審議継続       |
| 奈良クラブ         | 関西1部  | 奈良県   | 2013年6月20日 | 2013年9月17日 | スタジアム要件未充足 |
| レノファ山口FC     | 中国     | 山口県   | 2013年6月10日 | 2013年8月20日 | J3入会審査に及ばず   |
| カマタマーレ讃岐   | JFL      | 香川県   | 準加盟        | 2011年2月15日 | J2・JFL入れ替え戦へ  |
| FC琉球             | JFL      | 沖縄県   | 2013年6月26日 | 2013年9月17日 | J3参加決定           |

## 育成を目的としたチームの参加
J3構想が明らかになった段階から、J3を若手選手の育成の場として活用しようという方策が検討されており、2014年と2015年にはJリーグ・アンダー22選抜が参戦し、2016年から2020年まではJ1・J2のU-23チームが参戦していた。

### Jリーグ・アンダー22選抜
若手選手主体のチームをJ3リーグに参加させる方策としては、日本サッカー協会 (JFA) によるU-20選抜を参戦させる案 などが検討されてきたが、最終的に「J1とJ2のU-22（22歳以下）の選抜チームの参加」として検討を行うことになり、2013年7月12日に東京都内で行われたJリーグ強化担当者会議の場で、日本サッカー協会の原博実強化担当技術委員長から報告され、担当者の間で方向性を確認。同年7月16日の理事会で、J3参加クラブの中に「特別参加枠（仮称）」を1チーム加えることを検討していることが公表され、同年7月17日に行われた「J3進捗説明会」で正式に発表された。その後詳細の検討が進められ、2013年11月19日に、J3参加クラブの中に「特別参加枠」として「JFA/Jリーグ U-22選抜チーム（仮称）」が参加することが決定、のちに正式チーム名を『Jリーグ・アンダー22選抜』（J-22） として参戦が決まった。
しかし、各選手を「毎節試合直前に招集、試合後解散」という方式をとったこともあり、活動における継続性や選手のモチベーション維持の面で疑問視されることとなったこともあり、2015年をもって活動を終了した。

### U-23チームの参加

#### 参加の経緯
J3にJ1チームのセカンドチーム（リザーブチーム）を参戦させる構想は2013年の時点ですでにあった が、J-22参戦に伴いこの構想は一旦は下火となっていた。
2015年9月8日に行われたJ1・J2の合同委員会で、J1・J2のクラブがチーム単位でサテライト・セカンドチームを編成してJ3に参戦する方策について取り上げ、Jリーグチェアマンの村井満も同年9月24日のJリーグ理事会後の記者会見でJ-22の問題点を指摘した上で、セカンドチームの参戦案を検討し始めたことを明らかにした。この件に関しては10月6日のJ1・J2・J3の合同実行委員会やその後の検討会で検討が行われた。
2015年11月17日、Jリーグ理事会において、2016年のJ3リーグからJ1・J2クラブの「U-23チーム」が参加することを決定した。具体的なチーム編成としては、以下の基準が示された。
- 各クラブ所属メンバーのうち、当該シーズンの12月31日時点の満年齢で23歳以下のメンバーで構成する。ただし、試合エントリーメンバーのうち3名（GKに限り別に1人）のオーバーエイジ登録を認める。
- 参加チーム枠は「J3クラブの3分の1を超えない範囲」と規定する（2016シーズンの場合、J3クラブ数は13であることから「U-23チーム」は最大4チームが参加可能）。
- J2リーグへの昇格資格は有さない。

2015年12月15日に2016年シーズンからFC東京・G大阪・C大阪の「U-23チーム」の参戦が発表された。

#### U-23チームに関する特則
U-23チームに関する特則の主な内容は次のとおり。
- JFAへの登録は「トップ・U-23で同一」とし、U-23チームに対するリーグからの配分金は支払われない（ただし賞金を獲得する権利は有する）。参加時には入会金と年会費相当の「参加料」をJリーグに納入する。
- ホームタウン内（ないしは活動区域内）に所在するJ3基準を満たす固定のスタジアム（複数選定可）で、原則としてホームゲームの80％以上を開催することとする。
- 外国籍選手枠はJ3リーグのレギュレーションに準じる（ただし2016年シーズンからJ3における選手登録のレギュレーションがJ1・J2と統一化されている）。
- 監督はトップチームとは別に選任する（S級ライセンスを所持しているトップチームのコーチが兼任することは可）。監督以外のスタッフはトップチームと兼ねることが可能。
- 選手はトップチームとU-23チームそれぞれに別の背番号で登録可能（ただしシーズン途中の変更は認めない）。
- トップチームとU-23チームの試合が同日に重複した場合、一方の試合に出場していない（ベンチ入りは可）場合に限り他方の試合に出場可能。
- 累積警告・出場停止等のペナルティはリーグを跨いで加算しない。
- J3での出場試合時間はプロA契約の締結の権利を得るための出場試合時間に算入できる。
- U-23チームがJ3リーグ戦上位に入った場合の取り扱いは従前のJ-22の時に準じる（U-23チームを除いたクラブの最上位がJ2自動昇格、2番目が入れ替え戦出場）。また、トップチームとU-23チームが同じリーグで戦うことは出来ない（トップチームがJ3降格の場合はU-23チームを結成できない）。
- 2017年以降、参加チーム枠を超えてU-23チームの参入希望があった場合については、U-23チームの成績下位クラブとの入れ替えを行う（詳細は別途理事会にて決定）。

#### U-23チームの参加方針と評価
U-23チーム初年度となる2016年、J3に参戦した3クラブの参戦方針は、FC東京が制度導入時に想定されていたとおりにトップとU-23が一体になったチームとして活動した一方で、C大阪はU-18とトップの間にある新チームとしてU-23チームを位置付けて開幕前のキャンプから別チームとして活動、G大阪は練習の質を下げないためにトップチームのトレーニングに参加する選手を限定して出場機会のなかった選手がJ3に出場するという両者の中間のスタンスをとるなど、文字通り「三者三様」であった。2017年のG大阪U-23監督の宮本恒靖は「トップチームで活躍する選手を育てるのが（チームの）第一目的」としつつ「J3チームの監督としてそれぞれの試合で勝ちにこだわる意識を欠いたことはないし、勝ちたくない監督はいない」と、U-23チームを率いることの難しさを語っている。
育成年代のサッカーについて多くの記事を発表している川端暁彦は2016年シーズンが終わった時点で、U-23チームのJ3参戦は育成の観点から次の4つのメリットが生じ、心配されていたJ3リーグの興行面への悪影響もなかったと述べている。
1. 試合ごとにメンバー招集が行われたJリーグ・アンダー22選抜とは異なり、試合で得た課題をトレーニングと次の試合に生かす「マッチ - トレーニング - マッチ」のメソッドが組める
2. 若手選手たちが定期的な実戦経験を積め、トップチームで出番がなくとも試合勘を失うことがなかった
3. 正規のリーグ戦への参加であり、下位のカテゴリから上がってきた選手たちとの実戦経験がタフな真剣勝負だった
4. ユースチーム所属の選手たちにとって、同年代チームとの試合だけではわからない自分の課題や弱点と、上のレベルで通用する武器の両方を知る機会になった

また、J3に参戦しているY.S.C.C.横浜の監督を務めていた樋口靖洋は2016年シーズン後に「シーズンがスタートしたころは、U-23の選手を見ていて、モチベーションにバラつきがあるなと感じていた。でも、（2回戦総当たりの）後半戦になると、『この子はすごく伸びたな』という印象の選手が増えていた」とコメントしている。

#### U-23チームの活動終了
日刊スポーツが2019年7月16日付 の記事で、2020年を最後としてU-23チームの参戦を終了させる方向である見込みであると報じた。
2020年のJ3リーグに出場予定だったFC東京U-23は、新型コロナウイルス感染症 (COVID-19) の影響によるJリーグ主催公式戦の日程の大幅な変更（特に2月下旬から6月下旬までJリーグ主催大会がすべて中止された）により、FC東京が主催する予定だったリーグ戦の試合会場確保が難しくなったこと（主会場として使っていた味の素フィールド西が丘、駒沢競技場、夢の島競技場とも、他大会や2020年東京オリンピック・2020年東京パラリンピックに絡む日程調整が必要であるため）を理由として出場を断念しており、この際FC東京社長・大金直樹は「今シーズンが最終年でありましたが」と、2020年度でのJ3におけるU-23参戦撤退を示唆するコメントを残していた。
その後、2020年シーズン終了後に公表された2021年シーズンの参加予定クラブの一覧にU-23チームの名前はなく、Jリーグ側からは明言はされていないものの、活動を終了したことが明らかになっている。

## 開催方式

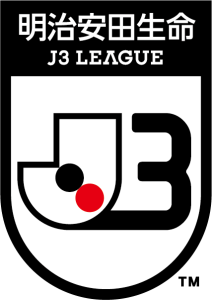
発足当初のJ3リーグのロゴ

### レギュレーション
2015年12月15日に発表された、2016年シーズンの概要 ならびに大会方式変更に関するアナウンス に基づくレギュレーションは以下のとおり。2015年までは「若手選手の出場機会の確保」の観点から、J1・J2と一部異なるレギュレーションが導入されており、これはJ2・J3入れ替え戦の第1戦（J3側の進出チーム主管試合）にも準用されていた（J2側の進出チーム主管の第2試合ではJ2ルールを準用）。
- ホーム・アンド・アウェーの2回戦総当たり。2016年シーズンは16チームによる240試合（各チーム年間30試合）。
  - 2015年シーズンまでは3回戦総当たり（ホーム・アンド・アウェーの2試合+どちらか一方のホームでの1試合。ただしJ-22選抜に限り全試合アウェー扱いとする）。2014年シーズンは12チームによる198試合（各チーム年間33試合）、2015年シーズンは13チームによる234試合（各チーム年間36試合）。
- 試合は前後半90分（45分ハーフ）とし、同点の場合は延長戦を行わず引き分けとする。勝ち点は勝ち3、引き分け1、負け0。
- 同勝ち点である場合は次の順番で順位を決定する
  1. 当該チームの得失点差
  2. 当該チームの総得点数
  3. 当該チーム間の対戦成績（勝ち点→得失点差→総得点数）
  4. 反則ポイント
  5. 抽選（但し、抽選はJ2への昇格クラブの決定や、理事会が特に必要とする場合にのみ適用する）

このほか、2015年シーズンまでは選手交代に関してJ1・J2と異なる以下のレギュレーションが採用されていた。2016年シーズンからはJ1・J2と扱いが統一される。
- 試合出場ベンチ入り登録は16人まで。外国人については原則として1チーム2名までとし、これとは別にJリーグ提携国枠として、提携国[注釈 10] の国籍を持つ選手1名を追加登録することを認める。
- 試合中の選手交代は5名まで。
- 警告累積は4回に達した場合、直近の試合については出場停止とする。

| 要件             | J1・J2                                                                       | J3                                                      |
| ---------------- | ---------------------------------------------------------------------------- | ------------------------------------------------------- |
| 試合数           | ホーム・アンド・アウェー2回戦総当たり （J1=34節・306試合、J2=42節・462試合） | ホーム・アンド・アウェー3回戦総当たり （33節・198試合） |
| 試合エントリー   | 18人まで                                                                     | 16人まで                                                |
| 外国籍選手       | 各試合3人まで+AFC加盟国枠1人+在日枠1人                                       | 各試合2人まで+Jリーグ提携国枠1人                        |
| 試合中の選手交代 | 3人まで                                                                      | 5人まで                                                 |

### 試合方式の変遷
- J3リーグでは当初から「延長戦なし」「勝ち点制（勝ち3点、引分け1点、負け0点）」を採用。
- 詳細な試合方式については各シーズンの項目を参照の事。

| 年度   | クラブ | U22/23 | チーム | 対戦方式 | 試合数 | 昇格  | 降格  |
| ------ | ------ | ------ | ------ | -------- | ------ | ----- | ----- |
| 2014   | 11     | 1      | 12     | 3回戦    | 33     | 1+0.5 | ―     |
| 2015   | 12     | 1      | 13     | 3回戦    | 36     | 1+0.5 | ―     |
| 2016   | 13     | 3      | 16     | 2回戦    | 30     | 1+0.5 | ―     |
| 2017   | 14     | 3      | 17     | 2回戦    | 32     | 2     | ―     |
| 2018   | 14     | 3      | 17     | 2回戦    | 32     | 2     | ―     |
| 2019   | 15     | 3      | 18     | 2回戦    | 34     | 2     | ―     |
| 2020   | 16     | 2      | 18     | 2回戦    | 34     | 2     | ―     |
| 2021   | 15     | ―      | 15     | 2回戦    | 28     | 2     | ―     |
| 2022   | 18     | ―      | 18     | 2回戦    | 34     | 2     | ―     |
| 2023   | 20     | ―      | 20     | 2回戦    | 38     | 2     | 1+0.5 |
| 2024 ↓ | 20     | ―      | 20     | 2回戦    | 38     | 2+1   | 1+0.5 |

### 賞金・賞品
チームに対する表彰は、Jリーグ表彰規定に定めがある。下記は2014年の場合。
| 順位 | 賞金    | 賞品                                |
| ---- | ------- | ----------------------------------- |
| 1位  | 500万円 | Jリーグ杯、明治安田生命杯「球軌道」 |
| 2位  | 250万円 |                                     |

### 昇・降格

#### J2・J3間の入れ替え
J2への昇格条件は以下の通り。
- J3で1・2位となり、J2ライセンスを保有する場合にJ2の21・22位との入れ替え対象となる。
  - 入れ替え対象チームの選定にあたっては、U-23チーム（2014・15年度はJ-22選抜）を除外した順位とする（U-23が2位以内となった場合、これを除外して順位を繰り上げる）。
  - J3で1・2位のクラブがJ2ライセンスを保有していない場合は、入れ替え対象のクラブ数が減る（入れ替え対象の繰り上げはない）。
- 原則として、J3の1・2位は自動昇格（J2の21・22位が自動降格）となる。
  - 2016年シーズンまでは、J3の2位がJ2の21位とホーム・アンド・アウェーの入れ替え戦に臨み、勝者がJ2昇格（残留）となっていた（J3の1位がJ2ライセンスを保有していない場合は、J3の2位がJ2の22位との入れ替え戦に臨む）。
  - 2020年シーズンは新型コロナウイルス感染症 (COVID-19) による影響からJ2からの降格は行われず、J3からの昇格のみ行われた。これを補正するため、2021年シーズンはJ2からの降格が最大4クラブとなる（J3からの昇格は最大2クラブのまま）。

なお、2024年シーズンからはJ2との入れ替え数が3クラブとなり、J3からは上位2クラブがJ2自動昇格し、3位から6位までの4クラブでプレーオフを戦い、勝者がJ2自動昇格となることが決まっている。

#### JFLからJ3への入会
なお2015年度から2022年度までは、日本フットボールリーグ（JFL）からJ3リーグに入会する場合の条件（Jリーグ百年構想クラブに認定されているクラブ限定。ただしJ3ライセンス申請をする前年の11月30日までに百年構想クラブを申請していることが前提となる）について、Jリーグは次の通り示しており、これらの項目をすべて満たすことをJ3入会の条件としている。
1. J3スタジアム要件に関連する審査
2. J3ライセンス基準に関連する審査
3. （上記2項目に合格することを条件とした）J3入会審査
4. （上記3項目すべてに合格することを条件として）
  1. 当該年度のJFL年間順位が4位以内であり、なおかつ、百年構想クラブの中での上位2チームまでに入ること
  2. JFLにおける百年構想クラブの主催試合において、1試合平均入場者数が原則2,000人以上を超え、かつ、3,000人以上に到達することを目指して努力することが認められること
  3. 年間事業収入1億5,000万円以上あり、なおかつ債務超過ではないと合理的に見込まれること

なおJ3ライセンスを保有し、なおかつ4-1の順位案件をクリアしていても、上記4-2・4-3の案件をクリアできなかった場合、特例がなければJ3入会ができない事例 もある。
その後2023年度からはJ3とJFLとの間で入れ替えが始まることを受けリーグ全体の考え方との整合性という観点から見直しを行った。具体的には
- JFLのリーグ戦における最終順位が「4位以内かつ百年構想クラブの中での上位2チーム」から「2位以内」に変更。
- 「1試合平均入場者数2,000人以上を超え」という条件を目標数値に変更し事実上撤廃
- 「年間事業収入1億5,000万円以上」という条件を撤廃し、「短期的に資金難に陥る可能性が極めて低いとＪリーグが評価できる状態にある」に変更。
- 「債務超過ではない」という条件はJ3ライセンスで確認するため撤廃。
- J3ライセンスの審査において百年構想クラブであることの条件を削除。

さらに2024年度から、2023年度は一旦撤廃していた「1試合平均2000人以上の動員」を必須条件として復活させるとともに、J3入会審査日までに「年間入場料収入が1000万円以上を超えていること」も新たな必須条件とすることになった。これは「Jリーグ全体の一層の成長のため、J3にふさわしいクラブとして今後の成長の基盤を整っていることを確認する」ためとしている。

#### J3とJFLの入れ替え
2022年シーズンまで、J3リーグにはライセンス不交付による「退会」以外にJ3からの“降格”制度はなかった。このことを踏まえて、JリーグではJ3参入への手引き書において「じっくりと腰を据えてクラブの経営基盤の整備（諸施設の整備や財務強化など）に着手することが可能」とした上で、J3に所属する間に「しっかりとクラブの基礎を固めることが、クラブの持続的発展を考えるうえで重要」としていた。
一方で、Jリーグではリーグ全体のクラブ数を60クラブ程度、J3についても20クラブ程度を上限することが検討されていた。Jリーグチェアマン（当時）の村井満は2017年1月18日に行われた信濃毎日新聞とのインタビューで、東西分割方式など地域分割によるリーグ拡張を否定した上で、「U-23チームを独自リーグにしてJ3を例えば20クラブとすれば、JFLから毎年最大二つずつ上がるとしてあと3年でマックスになる。4年目で昇降格が始まってくる」と述べ、将来的にJ3にも降格制度を導入する可能性を示唆していた。
2021年8月理事会後の会見でJリーグ全体で60クラブ（うちJ3は20クラブ）が目途であるとした上で、2023年シーズンにはJ3が20クラブを越える可能性が出てきたことからどのように20クラブに調整するか議論していることを明かした。この時「21チームになる可能性がある場合は、J3からJFLに落ちるチームがあるという理解でよいか」との問いに副理事長（当時）の原は「そうなる」と返しており、将来的にJ3とJFLの入れ替えを導入を検討していることを認めた。またJリーグチェアマンの村井も、2021年11月25日の理事会後に行った記者会見で、早ければ2023年シーズン後にもJ3とJFLの入れ替えを実施する可能性があることを明らかにし、「サッカーは開かれた存在であり、どこのクラブにもチャンスがある一方で、ぬるま湯ではあってはならない厳しさが、Jリーグの底上げにも寄与する」と述べた。
2022年12月20日、Jリーグは2023年シーズンのレギュレーションの概要を明らかにしているが、JFLとの入れ替えについては明らかにされておらず、同日の理事会後の記者会見で「JFLの意思決定を待っている」「来季の入れ替わりがあると思ってもらっていい」状況と説明。2023年1月6日、JFLがJリーグの提案した入れ替え制度の導入を受け入れた ことで、J3とJFLの入れ替え制度の導入が正式決定した。具体的には、J3のクラブライセンス交付判定を受けたJFLクラブが「リーグ戦における最終順位が2位以内であること」が条件とされ、JFL1位の場合はJ3に自動参入（J3最下位が自動退会）、JFL2位の場合はJ3クラブと入れ替え戦を戦うものとされた。

## J3発足に付随する対応

### JFLの扱い
J3発足に伴い、日本フットボールリーグ（JFL）から離脱するクラブが多数見込まれたことから、2013年シーズン終了後はJFLからの降格が行われない・JFLへの昇格は、地域リーグ決勝大会成績上位クラブ以外にも参入希望のクラブを審査の上認める・翌年のクラブ数は14に減らす といった変則的な扱いがとられた。

### スポーツ振興くじ「toto」の扱い
日刊スポーツは、2014年からスポーツ振興くじ（toto）が毎週発売されることになること、それに際してJ3もtotoに組み込まれる可能性があると報じていた。同報道では、J3がtotoの対象となった場合、最大で6億円が当たるtoto・BIGが毎週実施され、売り上げがおよそ3割増えると見込んでいる。totoの売り上げのおよそ7割を占めるBIGは、これまではJ1が実施されない週があるために毎週の発売ができなかったものの、J3がスタートすると、J2・J3合わせて毎週14試合以上行われるため、毎週の発売が可能となるためである。
なお、初年度の2014年シーズンにはJ3リーグを対象とした「toto」「BIG」の販売は行われず、2015年シーズンで8月2日開催のJ3リーグ第24節の試合を対象に含めた「toto」「BIG」が初めて発売された。

### 天皇杯
J3クラブは、天皇杯本大会のシード出場権は与えられず、都道府県予選からの参加となる。詳細は天皇杯 JFA 全日本サッカー選手権大会#出場資格を参照のこと。

## 結果

### 順位
| 年度 | 優勝               | 2位                  | 3位                  | 3位                  | クラブ数 |
| ---- | ------------------ | -------------------- | -------------------- | -------------------- | -------- |
| 2014 | ツエーゲン金沢     | AC長野パルセイロ     | FC町田ゼルビア       | FC町田ゼルビア       | 12       |
| 2015 | レノファ山口FC     | FC町田ゼルビア       | AC長野パルセイロ     | AC長野パルセイロ     | 13       |
| 2016 | 大分トリニータ     | 栃木SC               | AC長野パルセイロ     | AC長野パルセイロ     | 16       |
| 2017 | ブラウブリッツ秋田 | 栃木SC               | アスルクラロ沼津     | アスルクラロ沼津     | 17       |
| 2018 | FC琉球             | 鹿児島ユナイテッドFC | ガイナーレ鳥取       | ガイナーレ鳥取       | 17       |
| 2019 | ギラヴァンツ北九州 | ザスパクサツ群馬     | 藤枝MYFC             | 藤枝MYFC             | 18       |
| 2020 | ブラウブリッツ秋田 | SC相模原             | AC長野パルセイロ     | AC長野パルセイロ     | 18       |
| 2021 | ロアッソ熊本       | いわてグルージャ盛岡 | テゲバジャーロ宮崎   | テゲバジャーロ宮崎   | 15       |
| 2022 | いわきFC           | 藤枝MYFC             | 鹿児島ユナイテッドFC | 鹿児島ユナイテッドFC | 18       |
| 2023 | 愛媛FC             | 鹿児島ユナイテッドFC | カターレ富山         | カターレ富山         | 20       |
| 年度 | 優勝               | 2位                  | プレーオフ勝者       | プレーオフ勝者       | クラブ数 |
| 2024 | 大宮アルディージャ | FC今治               | 3位                  | カターレ富山         | 20       |
| 2025 |                    |                      | 位                   |                      | 20       |

- 太字はJ2に昇格したクラブ。
- は当該クラブがJ2に初昇格。

### 昇格・降格記録
- クラブ名は昇格・降格当時の略称

| 年度 | J2からの降格            | J2への昇格     | Jリーグ退会 | Jリーグ加入 | 活動終了          | 数 |
| ---- | ----------------------- | -------------- | ----------- | ----------- | ----------------- | -- |
| 2013 | 鳥取                    | -              | -           | 10クラブ    | -                 | -  |
| 2014 | 富山                    | 金沢           | -           | 山口        | -                 | 12 |
| 2015 | 大分 栃木               | 山口 町田      | -           | 鹿児島      | J-22              | 13 |
| 2016 | 北九州                  | 大分           | -           | 沼津        | -                 | 16 |
| 2017 | 群馬                    | 栃木           | -           | -           | -                 | 17 |
| 2018 | 熊本 讃岐               | 琉球 鹿児島    | -           | 八戸        | -                 | 17 |
| 2019 | 鹿児島 岐阜             | 北九州 群馬    | -           | 今治        | -                 | 18 |
| 2020 | -                       | 秋田 相模原    | -           | 宮崎        | F東23 G大23 C大23 | 18 |
| 2021 | 相模原 愛媛 北九州 松本 | 熊本 岩手      | -           | いわき      | -                 | 15 |
| 2022 | 琉球 岩手               | いわき 藤枝    | -           | 奈良 FC大阪 | -                 | 18 |
| 2023 | 大宮 金沢               | 愛媛 鹿児島    | -           | -           | -                 | 20 |
| 2024 | 栃木SC 鹿児島 群馬      | 大宮 今治 富山 | 岩手 YS横浜 | 栃木C 高知  | -                 | 20 |
| 2025 |                         |                |             |             | -                 | 20 |

## 表彰
2022年からはJリーグアウォーズにて、最優秀選手賞、ベストイレブン、得点王、最優秀ゴール賞が新設されることになった。

### 得点王
| 年度                                  | 選手名     | 当時所属クラブ       | 得点 | 国籍     |
| ------------------------------------- | ---------- | -------------------- | ---- | -------- |
| 2014                                  | 鈴木孝司   | FC町田ゼルビア       | 19   | 日本     |
| 2015                                  | 岸田和人   | レノファ山口FC       | 32   | 日本     |
| 2016                                  | 藤本憲明   | 鹿児島ユナイテッドFC | 15   | 日本     |
| 2017                                  | 藤本憲明   | 鹿児島ユナイテッドFC | 24   | 日本     |
| 2018                                  | レオナルド | ガイナーレ鳥取       | 24   | ブラジル |
| 2019                                  | 原大智     | FC東京U-23           | 19   | 日本     |
| 2020                                  | 谷口海斗   | ロアッソ熊本         | 18   | 日本     |
| 2021                                  | 川西翔太   | FC岐阜               | 13   | 日本     |
| 2022年以降はJリーグアウォーズを参照。 |            |                      |      |          |

## 統計

### クラブ別優勝回数
| クラブ名           | 回数 | 優勝年度   |
| ------------------ | ---- | ---------- |
| ブラウブリッツ秋田 | 2    | 2017, 2020 |
| ツエーゲン金沢     | 1    | 2014       |
| レノファ山口FC     | 1    | 2015       |
| 大分トリニータ     | 1    | 2016       |
| FC琉球             | 1    | 2018       |
| ギラヴァンツ北九州 | 1    | 2019       |
| ロアッソ熊本       | 1    | 2021       |
| いわきFC           | 1    | 2022       |
| 愛媛FC             | 1    | 2023       |
| 大宮アルディージャ | 1    | 2024       |

### クラブ別通算成績
| クラブ名                |      | 初   | 年  | 試  |     | 勝  | 分  | 敗  |      | 得  | 失  | 差  |
| ----------------------- | ---- | ---- | --- | --- | --- | --- | --- | --- | ---- | --- | --- | --- |
| ヴァンラーレ八戸        |      | 2019 | 6   | 206 |     | 71  | 48  | 87  |      | 240 | 277 | -37 |
| いわてグルージャ盛岡    | 2014 | 10   | 335 | 98  | 82  | 155 | 385 | 505 | -120 |     |     |     |
| ブラウブリッツ秋田      | 2014 | 7    | 231 | 100 | 55  | 76  | 302 | 242 | +60  |     |     |     |
| 福島ユナイテッドFC      | 2014 | 11   | 369 | 129 | 86  | 154 | 452 | 492 | -40  |     |     |     |
| いわきFC                | 2022 | 1    | 34  | 23  | 7   | 4   | 72  | 23  | +49  |     |     |     |
| 栃木SC                  | 2016 | 2    | 62  | 33  | 20  | 9   | 82  | 44  | +38  |     |     |     |
| 栃木シティ              | 2025 | 0    | 0   | 0   | 0   | 0   | 0   | 0   | 0    |     |     |     |
| ザスパクサツ群馬        | 2018 | 2    | 66  | 33  | 16  | 17  | 96  | 69  | +27  |     |     |     |
| 大宮アルディージャ      | 2024 | 1    | 38  | 25  | 10  | 3   | 72  | 32  | +40  |     |     |     |
| FC町田ゼルビア          | 2014 | 2    | 69  | 43  | 17  | 9   | 111 | 40  | +71  |     |     |     |
| Y.S.C.C.横浜            | 2014 | 11   | 369 | 89  | 88  | 192 | 377 | 613 | -236 |     |     |     |
| SC相模原                | 2014 | 10   | 341 | 114 | 93  | 134 | 403 | 458 | -55  |     |     |     |
| AC長野パルセイロ        | 2014 | 11   | 369 | 151 | 112 | 106 | 463 | 381 | +82  |     |     |     |
| 松本山雅FC              | 2022 | 3    | 110 | 51  | 27  | 32  | 158 | 125 | +33  |     |     |     |
| カターレ富山            | 2015 | 10   | 336 | 150 | 79  | 107 | 466 | 388 | +78  |     |     |     |
| ツエーゲン金沢          | 2014 | 2    | 71  | 36  | 17  | 18  | 106 | 72  | +34  |     |     |     |
| 藤枝MYFC                | 2014 | 9    | 293 | 114 | 62  | 117 | 393 | 392 | +1   |     |     |     |
| アスルクラロ沼津        | 2017 | 8    | 270 | 98  | 58  | 114 | 331 | 323 | +8   |     |     |     |
| FC岐阜                  | 2020 | 5    | 172 | 67  | 40  | 65  | 239 | 218 | +21  |     |     |     |
| FC大阪                  | 2023 | 2    | 76  | 29  | 24  | 23  | 84  | 69  | +15  |     |     |     |
| 奈良クラブ              | 2023 | 2    | 76  | 22  | 30  | 24  | 88  | 88  | +0   |     |     |     |
| ガイナーレ鳥取          | 2014 | 11   | 369 | 135 | 85  | 149 | 496 | 545 | -49  |     |     |     |
| レノファ山口FC          | 2015 | 1    | 36  | 25  | 3   | 8   | 96  | 36  | +60  |     |     |     |
| カマタマーレ讃岐        | 2019 | 6    | 206 | 48  | 61  | 97  | 190 | 288 | -98  |     |     |     |
| 愛媛FC                  | 2022 | 2    | 72  | 35  | 20  | 17  | 110 | 89  | +21  |     |     |     |
| FC今治                  | 2020 | 5    | 172 | 78  | 43  | 51  | 244 | 180 | +64  |     |     |     |
| 高知ユナイテッドSC      | 2025 | 0    | 0   | 0   | 0   | 0   | 0   | 0   | 0    |     |     |     |
| ギラヴァンツ北九州      | 2017 | 6    | 208 | 71  | 53  | 84  | 232 | 235 | -3   |     |     |     |
| ロアッソ熊本            | 2019 | 3    | 96  | 47  | 24  | 25  | 140 | 106 | +34  |     |     |     |
| 大分トリニータ          | 2016 | 1    | 30  | 19  | 4   | 7   | 50  | 24  | +26  |     |     |     |
| テゲバジャーロ宮崎      | 2021 | 4    | 138 | 49  | 37  | 52  | 166 | 180 | -14  |     |     |     |
| 鹿児島ユナイテッドFC    | 2016 | 7    | 228 | 116 | 40  | 72  | 336 | 259 | +77  |     |     |     |
| FC琉球                  | 2014 | 7    | 239 | 89  | 62  | 88  | 324 | 338 | -14  |     |     |     |
| FC東京U-23              | 2016 | 4    | 128 | 40  | 31  | 57  | 149 | 175 | -26  |     |     |     |
| ガンバ大阪U-23          | 2016 | 5    | 162 | 48  | 37  | 77  | 223 | 259 | -36  |     |     |     |
| セレッソ大阪U-23        | 2016 | 5    | 162 | 50  | 40  | 72  | 201 | 243 | -42  |     |     |     |
| Jリーグ・アンダー22選抜 | 2014 | 2    | 69  | 16  | 13  | 40  | 65  | 134 | -69  |     |     |     |

- 2024年シーズン終了時点[136]
- は2025年シーズン所属クラブ
- は現在活動していないクラブ

### リーグ年間ゴール数
| 年度   | ゴール数 | 試合数 | 参戦チーム数 |
| ------ | -------- | ------ | ------------ |
| 2014年 | 495      | 198    | 12           |
| 2015年 | 586      | 234    | 13           |
| 2016年 | 592      | 240    | 16           |
| 2017年 | 698      | 272    | 17           |
| 2018年 | 722      | 272    | 17           |
| 2019年 | 813      | 306    | 18           |
| 2020年 | 791      | 306    | 18           |
| 2021年 | 533      | 210    | 15           |
| 2022年 | 797      | 306    | 18           |
| 2023年 | 930      | 380    | 20           |
| 2024年 | 985      | 380    | 20           |
| 合計   | 7,942    | 3,104  |              |

- 出典：[137]

## 通算記録
選手名が太字は2024年シーズン終了後時点で現役の選手（別カテゴリ所属を含む）。

### 試合出場
| 順位 | 選手名     | 所属（J3最終所属）   | 試合数 |
| ---- | ---------- | -------------------- | ------ |
| 1    | 樋口寛規   | 福島ユナイテッドFC   | 272    |
| 2    | 宗近慧     | カマタマーレ讃岐     | 270    |
| 3    | 山田尚幸   | ヴァンラーレ八戸     | 262    |
| 4    | 吉田明生   | Y.S.C.C.横浜         | 251    |
| 5    | 安藤由翔   | ヴァンラーレ八戸     | 248    |
| 6    | 秋山貴嗣   | 藤枝MYFC             | 231    |
| 6    | 有永一生   | いわてグルージャ盛岡 | 231    |
| 8    | 星広太     | 鹿児島ユナイテッドFC | 226    |
| 9    | 池ヶ谷颯斗 | AC長野パルセイロ     | 219    |
| 10   | 富所悠     | FC琉球               | 216    |

### 得点
| 順位 | 選手名   | 所属（J3最終所属）   | 得点数 |
| ---- | -------- | -------------------- | ------ |
| 1    | 大石治寿 | 藤枝MYFC             | 73     |
| 2    | 米澤令衣 | 鹿児島ユナイテッドFC | 68     |
| 3    | 樋口寛規 | 福島ユナイテッドFC   | 59     |
| 4    | 浅川隼人 | 松本山雅FC           | 57     |
| 5    | 藤岡浩介 | FC岐阜               | 48     |
| 6    | 藤本憲明 | 鹿児島ユナイテッドFC | 44     |
| 7    | 富所悠   | FC琉球               | 43     |
| 8    | 三田尚希 | AC長野パルセイロ     | 42     |
| 8    | 谷口海斗 | ロアッソ熊本         | 42     |
| 8    | 武颯     | テゲバジャーロ宮崎   | 42     |

## スタジアム
いずれも2025シーズンのもの。
| ヴァンラーレ八戸                   | 福島ユナイテッドFC           | 栃木シティ                           | 栃木SC                   | ザスパクサツ群馬             |
| ---------------------------------- | ---------------------------- | ------------------------------------ | ------------------------ | ---------------------------- |
| プライフーズスタジアム             | とうほう・みんなのスタジアム | CITY FOOTBALL STATION                | カンセキスタジアムとちぎ | 正田醤油スタジアム群馬       |
| 収容人数: 5,124                    | 収容人数: 6,464              | 収容人数: 5,129                      | 収容人数: 25,244         | 収容人数: 15,190             |
|                                    |                              |                                      |                          |                              |
|                                    |                              |                                      |                          |                              |
| 松本山雅FC                         | SC相模原                     | AC長野パルセイロ                     | 鹿児島ユナイテッドFC     | ツエーゲン金沢               |
| サンプロ アルウィン                | 相模原ギオンスタジアム       | 長野Uスタジアム                      | 白波スタジアム           | 金沢ゴーゴーカレースタジアム |
| 収容人数: 20,336                   | 収容人数: 6,291              | 収容人数: 15,515                     | 収容人数: 12,606         | 収容人数: 10,444             |
|                                    |                              |                                      |                          |                              |
|                                    |                              |                                      |                          |                              |
| FC岐阜                             | アスルクラロ沼津             | FC大阪                               | 奈良クラブ               | ガイナーレ鳥取               |
| 岐阜メモリアルセンター長良川競技場 | 愛鷹広域公園多目的競技場     | 東大阪市花園ラグビー場 第2グラウンド | ロートフィールド奈良     | Axisバードスタジアム         |
| 収容人数: 16,310                   | 収容人数: 5,104              | 収容人数: 27,346                     | 収容人数: 30,600         | 収容人数: 11,999             |
|                                    |                              |                                      |                          |                              |
|                                    |                              |                                      |                          |                              |
| 高知ユナイテッドSC                 | カマタマーレ讃岐             | ギラヴァンツ北九州                   | テゲバジャーロ宮崎       | FC琉球                       |
| 春野総合運動公園陸上競技場         | Pikaraスタジアム             | ミクニワールドスタジアム北九州       | いちご宮崎新富サッカー場 | 沖縄県総合運動公園陸上競技場 |
| 収容人数: 25,000                   | 収容人数: 22,338             | 収容人数: 15,300                     | 収容人数: 5,354          | 収容人数: 10,189             |
|                                    |                              |                                      |                          |                              |

## 協賛団体
2014年度はJ3独自の協賛スポンサーを定めていた（ただし大半の企業・団体は、J1・J2の同種カテゴリでの協賛も兼務していた）。J3リーグには発足当初より「タイトルパートナー」契約が存在しており、初年度から明治安田生命保険相互会社の協賛により「明治安田生命J3リーグ」の呼称が用いられていた。2024年度からは「明治安田J3リーグ」の呼称が用いられる。
2015年からはJ1・J2と共通の協賛団体（パートナーシップ）が設定され（日本プロサッカーリーグ#協賛団体参照）、タイトルパートナー契約もJ1・J2・J3共通の契約となった。
| J3協賛カテゴリー種別                           | 協賛団体名                                          | 備考                                                                  |
| ---------------------------------------------- | --------------------------------------------------- | --------------------------------------------------------------------- |
| J3タイトルパートナー                           | 明治安田生命保険                                    | 兼・Jリーグトップパートナー 2015年からは「Jリーグタイトルパートナー」 |
| J3オフィシャルパートナー                       | モルテン アディダスジャパン                         | 兼・Jリーグオフィシャルエクイップメントパートナー                     |
| J3オフィシャルパートナー                       | 日本航空                                            | 2015年からは新設カテゴリの「Jリーグアソシエイト」に移行               |
| J3オフィシャルブロードキャスティングパートナー | スカパーJSAT                                        | 兼・Jリーグオフィシャルブロードキャスティングパートナー               |
| J3スポーツ振興パートナー                       | 日本スポーツ振興センター （スポーツ振興くじ・toto） | 兼・Jリーグスポーツ振興パートナー                                     |

## 試合中継
2016シーズンまでJリーグの放映権を有したスカパー!では、J3リーグの中継の方針として、年間10試合程度を生中継するほか、それを含むJ3の全試合（2014年度198試合）のハイライト中継を実施した。
2017シーズンからはJリーグの放映権を有するDAZNがJ3リーグ全試合を生中継してきたが、2024年度以降の放映権についてはJ1・J2限定とし、J3リーグについては放映形式を変更する予定することとした。その後2024年シーズン開始間際まで調整が行われた結果、DAZNとの間で2025年までのJ3リーグ全試合の放映権契約を締結する 一方、NTTドコモとも放映権契約を結び、NTTドコモの動画配信サービス「Lemino」を通じて、各節3試合の無料ライブ配信・見逃し配信を行うことになった。

### 注記
1. ↑  その後一部規約改正がなされ、J2以上と同等の1500ルクス以上の照明塔は2022年6月までに、芝生の常緑化・埋め込み式ゴールの採用・ロッカールームなど諸室の空調は2018年6月までにそれぞれ必ず設置することの要件[11] が加えられている。2019年のライセンス規定改正による、上位リーグ昇格案件を満たすための「特例規定」を申請するにあたっても、照明塔とロッカールームなどは猶予対象とはされていない[12]。
2. ↑  J1・J2ではプロ契約でも年俸上限がない「プロA契約」選手の保有人数の下限が制定（J1：15人、J2：5人）されているが、J3では「プロ契約」選手の保有下限として3人以上としており、「A契約」とは明示されていない。[10]（Jリーグ規約2014年度改正版29ページ参照） また、Jリーグの規約集には記載されていないが、日本サッカー協会「プロ選手の契約・登録・移籍に関する規則」には、C契約（年俸450万円未満で、なおかつプロ契約3年未満）の選手が、A契約（年俸上限なし）に移行するには、15試合フル出場に相当する1350分以上出場すること[13] が明示されている。
3. ↑  2012年3月6日現在でJリーグ正会員・準加盟46クラブが所在する都道府県は33都道府県で、14県（青森・岩手・福島・三重・福井・滋賀・奈良・和歌山・島根・山口・高知・宮崎・鹿児島・沖縄の各県）にはJリーグ正会員・準加盟のクラブが存在していなかった[17]。
4. ↑  年間4回総当たりはJ1では1993年から1995年（年間4回総当たりの半分・2回ずつを1つのステージとした2シーズン制）で、J2では1999年から2007年（1シーズン制）で採用。3回総当たりはJ2で2008年と2009年にそれぞれ実施。
5. ↑  2015年1月31日までの Jリーグ公式サイト のトップページにも各ディビジョンへのリンクバナーが貼ってあるが、J2以上がJリーグ公式サイト内の内部リンクであるのに対して、J3については外部リンクへの接続扱いとなっていた。
6. ↑  J3リーグ正式発足前の公表資料では、「Jリーグ準会員」と位置づける、との記述があった[54][55][56]。
7. 1 2  クラブライセンスはJ2ライセンスを取得していたが、成績面でJ2昇格要件を満たさなかった。
8. ↑  チーム名表記についてはJリーグの2013年12月17日付けニュースリリース[84] に基づいた。
9. ↑  Jリーグがこの方針を7月の時点で各クラブに示した理由として、この「特別参加枠」が11月のJリーグ理事会で突然明らかになった場合は、「J3を目指すクラブにとって違和感は否めない」としている[32]。
10. ↑  Jリーグがアジア戦略の一環として業務提携をしているタイ、ミャンマー、シンガポール、ベトナム、カンボジアの5か国（2014年のJ3発足当時）。2015年2月現在はインドネシア、イラン、マレーシアも対象となっており8か国。
11. ↑  2019年4位の東京武蔵野シティFCの事例が該当（同クラブはこの年の1試合の平均入場者数が4-2の条件を満たせないことが判明したため、2019年11月12日にJリーグとの協議の上、J3昇格を自主的に事実上断念した。なお同クラブは2020年7月31日付をもって百年構想クラブの権利を返上しており、規約の改正がない限り、少なくとも2年間は百年構想クラブ・J3ライセンス申請ができなくなった）。
12. ↑  JFLから9クラブ（秋田・福島・町田・相模原・YS横浜・長野・金沢・藤枝・琉球）、地域リーグ（東北リーグ）から1クラブ（盛岡）。
13. ↑  同年度J3リーグ戦開始前に参加取りやめのため、実際のリーグ戦参加は2019年まで。
14. ↑  JFL上位2クラブのHonda FCとブリオベッカ浦安がJ3ライセンスを所持していなかったため、降格無し。

## 参考資料
- 公益社団法人日本プロサッカーリーグ 管理統括本部 企画部 (6 March 2013). 「Jリーグディビジョン3 (J3)」の設立について (PDF). J3説明会（メディア説明会）. 2013年3月19日閲覧.
- 公益社団法人 日本プロサッカーリーグ (14 March 2013). Jリーグディビジョン3 (J3) への、参加に向けた各種資格要件について (PDF). 日本サッカー協会 平成24年度 第12回理事会. 日本サッカー協会. 2013年3月16日閲覧.